# العلاقات الأيرلندية الناوروية
العلاقات الأيرلندية الناوروية هي العلاقات الثنائية التي تجمع بين جمهورية أيرلندا وناورو.

## مقارنة بين البلدين
هذه مقارنة عامة ومرجعية للدولتين:
| وجه المقارنة                                              | جمهورية أيرلندا                                       | ناورو                          |
| --------------------------------------------------------- | ----------------------------------------------------- | ------------------------------ |
| المساحة (كم2)                                             | 70.27 ألف                                             | 21                             |
| عدد السكان (نسمة)                                         | 4.76 مليون                                            | 10.08 ألف                      |
| الكثافة السكانية (ن./كم²)                                 | 67.74                                                 | 48.00 ألف                      |
| العاصمة                                                   | دبلن                                                  | ضاحية يارين                    |
| اللغة الرسمية                                             | اللغة الأيرلندية، لغة إنجليزية، الإنجليزية الأيرلندية | اللغة الناورونية، لغة إنجليزية |
| العملة                                                    | جنيه أيرلندي، يورو، عملات اليورو الأيرلندية           | دولار أسترالي                  |
| الناتج المحلي الإجمالي (بليون دولار)                      | 333.73 مليار                                          | 113.88 مليون                   |
| الناتج المحلي الإجمالي (تعادل القوة الشرائية) بليون دولار | 318.16 مليار                                          | 162.98 مليون                   |
| الناتج المحلي الإجمالي الاسمي للفرد دولار أمريكي          | 61.13 ألف                                             | 9.83 ألف                       |
| الناتج المحلي الإجمالي للفرد دولار أمريكي                 |                                                       |                                |
| مؤشر التنمية البشرية                                      | 0.916                                                 |                                |
| رمز المكالمات الدولي                                      | +353                                                  | +674                           |
| رمز الإنترنت                                              | .ie                                                   | .nr                            |
| المنطقة الزمنية                                           | 00، ت ع م+01:00، أوروبا/دبلن ‏                         | ت ع م+12:00                    |

## منظمات دولية مشتركة
يشترك البلدان في عضوية مجموعة من المنظمات الدولية، منها:
| علم المنظمة | اسم المنظمة                   | تاريخ انضمام جمهورية أيرلندا | تاريخ انضمام ناورو |
| ----------- | ----------------------------- | ---------------------------- | ------------------ |
|             | يونسكو                        | 3 أكتوبر 1961                | 17 أكتوبر 1996     |
|             | الاتحاد البريدي العالمي       | ?                            | ?                  |
|             | منظمة الشرطة الجنائية الدولية | ?                            | ?                  |
|             | الأمم المتحدة                 | 14 ديسمبر 1955               | 14 سبتمبر 1999     |
|             | بنك التنمية الآسيوي           | 2006                         | 1991               |
|             | الاتحاد الدولي للاتصالات      | 8 ديسمبر 1923                | 10 يونيو 1969      |
|             | منظمة حظر الأسلحة الكيميائية  | ?                            | ?                  |